# Дворище (Лихославльский район)
Дворище — деревня в Лихославльском районе Тверской области.

## География
Находится в центральной части Тверской области на расстоянии приблизительно 49 км на север-северо-восток по прямой от районного центра города Лихославль.

## История
Деревня была отмечена ещё на карте Менде, состояние местности на которой соответствует 1848 году. В 1859 году здесь (сельцо Вышневолоцкого уезда) было учтено 30 дворов. До 2021 деревня входила в Толмачёвское сельское поселение Лихославльского района до его упразднения.

## Население
Численность населения: 158 человек (1859 год), 13 (карелы 77 %) в 2002 году, 1 в 2010.